# Établissement de l'équation de propagation à partir des équations de Maxwell
 (avril 2019).
Si vous disposez d'ouvrages ou d'articles de référence ou si vous connaissez des sites web de qualité traitant du thème abordé ici, merci de compléter l'article en donnant les références utiles à sa vérifiabilité et en les liant à la section « Notes et références ».
L'équation de propagation d'une onde électromagnétique peut se calculer à partir des équations de Maxwell.

## Hypothèses préalables
Supposons que le milieu soit linéaire, homogène, non magnétique et isotrope (L.H.I.). Dans ce cas :
{\displaystyle {\vec {B}}=\mu {\vec {H}}\,}  et {\displaystyle {\vec {D}}=\epsilon {\vec {E}}\,}
où {\displaystyle \mu =\mu _{0}\ \mu _{r}\,} désigne la perméabilité magnétique et {\displaystyle \epsilon =\epsilon _{0}\ \epsilon _{r}\,} est la permittivité diélectrique.
Supposons également que ces deux coefficients et la densité de charge électrique {\displaystyle \rho } ne dépendent pas des variables spatiales (ni temporelles).

## Formulation des relations
Exprimées à l’aide du champ électrique {\displaystyle {\vec {E}}} et du champ magnétique {\displaystyle {\vec {H}}}, les équations dites de Maxwell dans les milieux continus prennent la forme locale suivante :
1. {\displaystyle {\vec {\mathrm {rot} }}\ {\vec {E}}\ =\ -\mu \ {\frac {\partial {\vec {H}}}{\partial t}}}
2. {\displaystyle \mu \ \mathrm {div} \ {\vec {H}}\ =\ 0}
3. {\displaystyle {\vec {\mathrm {rot} }}\ {\vec {H}}\ ={\vec {j}}\ +\ \epsilon \ {\frac {\partial {\vec {E}}}{\partial t}}}
4. {\displaystyle \epsilon \ \mathrm {div} \ {\vec {E}}\ =\ \rho }

### Équation relative au champ électriqueE
Pour éliminer le champ magnétique {\displaystyle {\vec {H}}} entre les relations 1 et 3, il s’agit d’appliquer le rotationnel à la première et de dériver la troisième par rapport au temps. À l’aide des hypothèses et grâce au théorème de Schwarz permettant de permuter les opérateurs différentiels spatiaux et temporels, il vient alors
{\displaystyle {\vec {\mathrm {rot} }}\ {\vec {\mathrm {rot} }}\ {\vec {E}}\ +\ \mu \ {\frac {\partial }{\partial t}}\ \left({\vec {j}}\ +\ \epsilon \ {\frac {\partial {\vec {E}}}{\partial t}}\right)=0.}
L’identité des opérateurs vectoriels {\displaystyle \ {\vec {\mathrm {rot} }}\ {\vec {\mathrm {rot} }}\ {\vec {E}}={\vec {\mathrm {grad} }}\ \mathrm {div} {\vec {E}}\ -\ \Delta {\vec {E}}\ } conduit ensuite à la relation
{\displaystyle \Delta {\vec {E}}\ -\ \mu \ \epsilon \ {\frac {\partial ^{2}{\vec {E}}}{\partial t^{2}}}=\ \mu \ {\frac {\partial {\vec {j}}}{\partial t}}\ +\ {\vec {\mathrm {grad} }}\ \mathrm {div} {\vec {E}}}
et la relation 4 implique finalement 
{\displaystyle \Delta {\vec {E}}\ -\ \mu \ \epsilon \ {\frac {\partial ^{2}{\vec {E}}}{\partial t^{2}}}=\ \mu {\frac {\partial {\vec {j}}}{\partial t}}\ +\ {\frac {1}{\epsilon }}\ {\vec {\mathrm {grad} }}\ \rho .}

### Équation relative au champ magnétiqueH
Par un traitement semblable, en appliquant le rotationnel à la relation 3 et en dérivant la première  par rapport au temps, il vient
{\displaystyle \Delta {\vec {H}}\ -\ \mu \ \epsilon \ {\frac {\partial ^{2}{\vec {H}}}{\partial t^{2}}}=\ -\ {\vec {\mathrm {rot} }}\ {\vec {j}}.}

## Application à divers milieux

### Dans les isolants ou dans le vide
La densité de courant est nulle et la densité de charge est constante. Ainsi :
{\displaystyle \Delta {\vec {E}}\ -\ {\frac {1}{v^{2}}}\ {\frac {\partial ^{2}{\vec {E}}}{\partial t^{2}}}={\vec {0}},}
{\displaystyle \Delta {\vec {H}}\ -\ {\frac {1}{v^{2}}}\ {\frac {\partial ^{2}{\vec {H}}}{\partial t^{2}}}={\vec {0}},}
qui sont deux équations de d'Alembert dont les ondes se propagent à la vitesse {\displaystyle v} définie par {\displaystyle \epsilon \ \mu \ v^{2}=1}.
Dans le vide ({\displaystyle \mu =\mu _{0}} et {\displaystyle \epsilon =\epsilon _{0}}), la vitesse de phase est celle de la lumière puisque {\displaystyle \epsilon _{0}\ \mu _{0}\ c^{2}=1}.
Le découplage entre champs magnétique et électrique dans ces deux dernières équations n’est qu’apparent : les deux champs restent en effet liés par les équations de Maxwell (relations 1 et 3 ci-dessus).

#### Solutions
Les équations de d’Alembert possèdent comme solutions des ondes planes harmoniques : partant d’une pulsation {\displaystyle \omega } et d’un vecteur d'onde {\displaystyle {\vec {k}}} de norme notée {\displaystyle k}, la fonction scalaire
{\displaystyle u({\vec {x}},t)=e^{i(({\vec {k}},{\vec {x}})-\omega t)}}
permet de définir des champs
{\displaystyle {\vec {H}}({\vec {x}},t)=u({\vec {x}},t){\vec {H}}_{0}}
{\displaystyle {\vec {E}}({\vec {x}},t)=u({\vec {x}},t){\vec {E}}_{0}}
qui sont solutions lorsque {\displaystyle k\,v=\omega .}
Les équations de Maxwell imposent par ailleurs l’orthogonalité des 3 vecteurs :
{\displaystyle ({\vec {E}},{\vec {H}})=({\vec {k}},{\vec {E}})=({\vec {k}},{\vec {H}})=0}
et le rapport des carrés des normes des champs satisfait
{\displaystyle \mu \ ||H||^{2}=\epsilon \ ||E||^{2}.}

### Dans les conducteurs ohmiques
La loi d'Ohm est la relation phénoménologique liant la densité de courant au champ électrique :
{\displaystyle {\vec {j}}=\sigma _{\Omega }{\vec {E}},}
{\displaystyle \sigma _{\Omega }} étant la conductivité électrique (qui est l’inverse de la résistivité).
En supposant que la densité de charge reste constante, les équations de propagation s’écrivent alors
{\displaystyle \Delta {\vec {E}}\ -\ {\frac {1}{v^{2}}}\ {\frac {\partial ^{2}{\vec {E}}}{\partial t^{2}}}\ -\ \sigma _{\Omega }\ \mu \ {\frac {\partial {\vec {E}}}{\partial t}}=0,}
{\displaystyle \Delta {\vec {H}}\ -\ {\frac {1}{v^{2}}}\ {\frac {\partial ^{2}{\vec {H}}}{\partial t^{2}}}\ -\ \sigma _{\Omega }\ \mu \ {\frac {\partial {\vec {H}}}{\partial t}}=0.}

#### Solutions
Ces équations possèdent des solutions qui sont des ondes planes amorties, en particulier des ondes harmoniques dont l’amplitude est exponentiellement décroissante : en effet, l’onde s’atténue au fur et à mesure qu’elle se propage dans le milieu conducteur.
Partant d’une pulsation {\displaystyle \omega }, d’un vecteur d’onde {\displaystyle {\vec {k}}} de norme {\displaystyle k} et un facteur d’amortissement {\displaystyle \lambda }, la fonction scalaire
{\displaystyle u({\vec {x}},t)=\mathrm {e} ^{-\lambda ({\vec {k}},{\vec {x}})}\cdot \mathrm {e} ^{\mathrm {i} (({\vec {k}},{\vec {x}})-\omega t)}}
est solution de l’équation aux dérivées partielles à condition de respecter deux relations liant respectivement {\displaystyle k} et {\displaystyle \lambda } à  {\displaystyle \omega }.
Comme dans le cas d’un milieu isolant, il existe des choix de champs proportionnels à {\displaystyle u({\vec {x}},t)} qui satisfont les équations de Maxwell : ceux-ci respectent encore l’orthogonalité des 3 vecteurs.
Le rapport des carrés des normes des champs satisfait finalement
{\displaystyle \mu \ \|H\|^{2}=\epsilon \left(1+{\frac {\sigma _{\Omega }^{2}}{\epsilon ^{2}\ \omega ^{2}}}\right)^{\frac {1}{2}}\ \|E\|^{2}.}